# Kallham
Kallham est une commune autrichienne du district de Grieskirchen en Haute-Autriche.

## Architecture
- Église Notre-Dame-de-l'Assomption, construite en 1713-1718 par Jakob Pawanger